# Donald Lynden-Bell
Donald Lynden-Bell CBE FRS (Dover (Inglaterra), 5 de abril de 1935 - 5 de fevereiro de 2018) foi um astrofísico inglês.

## Honrarias
Prêmios
- Medalha Karl Schwarzschild 1983
- Medalha Eddington 1984
- Prêmio Brouwer 1991
- Medalha de Ouro da Royal Astronomical Society 1993
- Medalha Bruce 1998
- Prêmio John J. Carty 2000[2]
- Henry Norris Russell Lectureship 2000
- Prêmio Kavli 2008

Epônimos
- Asteroide 18235 Lynden-Bell